# Сен Пиер (замък)
Замъкът Сен Пиер (на италиански: Castello di Saint-Pierre; на френски: Château de Saint-Pierre) е имение в Регион Вале д'Аоста, Северна Италия, разположено в градчето Сен Пиер. Благодарение на много живописния си вид заедно със замъка Фенис той се превръща в един от паметниците-символи на региона. В него се помещава Регионалният музей на природните науки на Вале д'Аоста.
Между 2008 г. и 2022 г. замъкът е затворен, за да позволи обновяването и консолидирането на сградата и реорганизацията на изложбения маршрут. Тържественото откриване на новото оформление се състои на 25 ноември 2022 г. 

## История
Замъкът Сен Пиер е един от най-старите във Вале д'Аоста и съществуването му се споменава за първи път в документ от 1191 г. Дължи името си на първите си собственици – Де Санкто Петрос, на които се дължат двете кули, които все още съществуват.
През следващите векове замъкът преминава в ръцете на различни господари, включително тези на Кар (бивши de Porta Sancti Ursi), Савоя и Шалан, всеки от които има части от сградата, построени или модифицирани според техните нужди. През 1600 г. целият имот е закупен от семейство Ронкас. Пиер-Филибер дьо Ронкас разширява замъка, като го превръща във величествен дом.
Въпреки това най-очевидните архитектурни промени са направени в края на 19 век, след като замъкът е закупен през 1873 г. от барон Емануеле Болати от Сен Пиер. Замъкът е в състояние на сериозно влошаване, след като е пренебрегван в продължение на години от предишните собственици, и барон Болати възлага на пиемонтския архитект Камило Боджо да го реновира, за да го превърне в лятна резиденция. На него се дължат трансформациите, които придават на замъка сегашния му почти приказен вид, като добавянето на четирите декоративни кули в ъглите на главната кула.
В днешно време замъкът е собственост на Община Сен Пиер и от 1985 г. в него се помещава Регионалният музей на природните науки „Ефизио Нусан“. През 1980 г. Италианските пощи посвещават марка от 900 лири на крепостта, която е част от колекцията Италиански замъци.

## Замъкът
Замъкът е кацнал върху скалист мраморен издатък, който гледа към път SS26 и доминира Сен Пиер.
Външно изглежда като единична сграда с повече или по-малко правоъгълна форма, съставена от няколко сгради, построени в различни епохи. От северната страна сградите са с изглед към скалистия издатък, докато южната страна гледа към малък двор, заобиколен от назъбена стена.
Елементът, който се откроява най-много, е централната кула с квадратен план, която се откроява с височината си в центъра на основната сграда. Тя е увенчана в ъглите от четири декоративни кули с кръгъл план, свързани помежду си с пътека, поддържана от поредица от малки арки, добавени към замъка по време на реставрацията от Камило Боджо в края на 19 век.
В подножието на замъка, облегнат на южната страна на скалистата издатина, се намира енорийската църква Сен Пиер. Сегашната сграда е възстановена през 1872 г. върху основите на няколко предишни църкви, най-старата от които датира отпреди хилядата година.Между църквата и замъка се намира древната романска камбанария, датираща от 12 век, състояща се от кула с квадратен план от измазан камък, увенчана с пирамидален каменен покрив, който има двудъгови и тридъгови отвори в съответствие с корпуса на камбаните и с долния етаж.

## Музей
Регионалният природонаучен музей включва изложбения обект в Замъка Сен Пиер и оперативния щаб в община Ла Сал: две места, един музей, за да въведе посетителите в света на естествените науки, природното наследство на Вале д'Аоста, неговата култура, история и традиции. Изложбеният обект и оперативният обект заедно възстановяват централното място на Музея на природните науки, подобрявайки неговите цели: място за изследване, за съхраняване на колекции, за изложби и за научно разпространение, място за срещи, експериментиране и споделяне на знания.

## Галерия с изображения
- Изглед към замъка
- Детайл от донжона
- Камината в Залата на гербовете
- Таван в Залата на гербовете
- Врата в Залата на гербовете
- Мебели в Залата на гербовете
- Извитата стълба (viret) с характерна стенна декорация
- Детайл от изваян камък
- Романска кула от 12 век